# پراهران، ویکتوریا
پراهران (به انگلیسی: Prahran) یک منطقهٔ مسکونی در استرالیا است که در City of Stonnington واقع شده‌است.